# Stazione di Campodazzo
Stazione di Campodazzo vasútállomás Olaszországban, Trentino-Alto Adige régióban, Renon településen.

## Vasútvonalak
Az állomást az alábbi vasútvonalak érintik:
- Brenner-vasútvonal

## Kapcsolódó állomások
A vasútállomáshoz az alábbi állomások vannak a legközelebb: 
- Stazione di Castelrotto
- Ponte di Fiè/Völser Steg railway stop